# Epigynopteryx silvestris
Epigynopteryx silvestris là một loài bướm đêm trong họ Geometridae.